# 西山深雪
西山 深雪（にしやま みゆき、1984年 - )は認定遺伝カウンセラー。京都大学大学院医学研究科社会健康医学系専攻博士後期課程修了。社会健康医学博士。外資系検査会社にて出生前診断技術を学び現在は国立成育医療研究センター周産期・母性診療センターの遺伝カウンセラーとして、出生前診断の遺伝カウンセリングならびに研究に従事している。3児の母。

## 略歴
- 2006年 - 国際基督教大学教養学部卒業。
- 2008年 - 京都大学大学院医学研究科社会健康医学系専攻遺伝カウンセラーコース修了。認定遺伝カウンセラー®。外資系検査会社に入社し、最新の出生前検査技術を習得。
- 2011年 - 京都大学大学院医学研究科社会健康医学系専攻博士後期課程修了。社会健康医学博士。
- 2013年 - 国内最大の出生前検査の提供施設で年間1000人以上の妊婦に対し出生前検査の遺伝カウンセリングを実施し、研究活動にも従事。
- 2021年 - 東京都主催の起業コンテスト『TOKYO STARTUP GATEWAY2021』の ファイナリストに選出。[3]
- 2022年 - 出生前検査サポート&コンサルティング事業会社『PDnavi』を設立。

## 執筆
- 『出生前診断』筑摩書房、2015年3月4日。ISBN 4480068252。
- 福嶋義光 編「3. 遺伝カウンセリングに必要な臨床遺伝学の基礎」『遺伝カウンセリングハンドブック』メディカルドゥ、2011年7月20日。ISBN 978-4-944157-76-1。

## 受賞
- 2021年 TOKYO STARTUP GATEWAY2021ファイナリスト
- 2022年 TOKYO STARTUP DEGAWA2022 最優秀出川賞
- 2022年 第8回女性起業チャレンジ大賞　ファイナリスト